# Новоузенка (Карагандинская область)
Новоу́зенка (каз. Новоузенка, ранее — Новоу́зенское) — село в Бухар-Жырауском районе Карагандинской области Казахстана, административный центр Новоузенского сельского округа. 

## География
Населённый пункт расположен на западе района, в 67 километрах (по автодороге) к западу от районного центра посёлка Ботакара, в 13,1 километрах к северо-западу от областного центра города Караганда. Ближайшая железнодорожная станция — Караганда-Пассажирская находится в 14,6 километрах к югу от села. Соседние населённые пункты: город Караганда к югу, село Стан в 4,7 километрах к западу, село Севан в 5 километрах к северу. Транспортное сообщение осуществляется автомобильной дорогой 15-я магистраль города Караганда. Абсолютная высота центра села — 514 метров над уровнем моря. 

## История
Согласно энциклопедическому словарю Немцы России, населённый пункт был основан в 1903 году немецкими переселенцами из Поволжья на земельном участке Ащилы-Айрык Акмолинского уезда. По другим данным, село было основано в 1907 году. Площадь участка составляло 3 332 десятины. По состоянию на январь 1915 года, селение Новоузенское находилось в составе Больше-Михайловской волости и имело 162 жителей мужского и 133 женского полов при 82 дворах. 
После установления советской власти на территории нынешней Карагандинской области к 1920 году, 25 апреля 1921 года была образована Акмолинская губерния. 26 января 1923 года согласно утверждением ЦИК КазАССР 19 апреля 1923 года о разукрупнении волостей, Больше-Михайловская волость совместно с Астаховской, Долинской, Просторной, Покорной и Ростовской волостями вошла в состав Промышленной волости:29—30. 17 января 1928 года с введением окружного деления, территория Промышленной волости совместно с частью Объединенной волости образовала Промышленный район в составе Акмолинского округа:183—184. С февраля 1932 года — в составе Карагандинской области:230—231.

## Население
| Численность населения | Численность населения | Численность населения | Численность населения | Численность населения |
| 1915                  | 1989                  | 1999                  | 2009                  | 2021                  |
| --------------------- | --------------------- | --------------------- | --------------------- | --------------------- |
| 295                   | ↗1632                 | ↘1432                 | ↗1625                 | ↗1711                 |

национальный состав
Процентное соотношение численно-преобладающих национальностей села согласно переписи населения 1989 года:
| Национальность | Процентное соотношение |
| -------------- | ---------------------- |
| русские        | 41 %                   |
| немцы          | 27 %                   |
| другие         | 32 %                   |